# Desa Cibanteng (administrativ by i Indonesien, lat -6,68, long 107,08)
Desa Cibanteng är en administrativ by i Indonesien.   Den ligger i provinsen Jawa Barat, i den västra delen av landet, 60 km sydost om huvudstaden Jakarta.